# ملاك الخالدي
ملاك الخالدي (28 أبريل 1972 -)، ممثلة إماراتية. بدأت في التمثيل للتلفزيون منذ مطلع الألفية الجديدة، من بين أعمالها الفنية مسلسل "وديمة وحليمة" ومسلسل "خوات دنيا"، حاصلة على جوائز عديدة كممثلة دور أول. استطاعت لفت الأنظار إلى موهبتها الفنية المتميزة منذ بداية مشاركتها في الأجزاء الثلاثة الأولي من سلسلة "حاير طاير" وشاركت بداية من 1999 في اكثر من عشرين مسلسل تلفزيوني ، بالإضافة إلى أعمالها السينمائية، وأعمالها على خشبة المسرح.

## أعمالها الفنية[3]

### من المسلسلات
- وديمة وحليمة (ج3)(4)(2)(1)، مسلسل، من تأليف جاسم الخراز، وإخراج عمر إبراهيم، وبمشاركة سعاد علي، وأملمحمد، ومرعي الحليان. وقامت فيه بدور "حليمة".
- فات الفوت، 2017، من تأليف خميس اسماعيل المطروشي، وإخراج بطال سليمان، وبمشاركة إبراهيم سالم، ونورة البلوشي. دور "أم هلال".
- قلب العدالة. 2017، من تأليف والتر باركس، وإخراج أحمد خالد موسى، وبمشاركة فاطمة الطائي ، ومحمد العامري. دور "والدة فرح".
- دبي لندن دبي، 2015، من تأليف عيسى الخمر، وإخراج جمعان الرويعي. وبمشاركة عبدالعزيز جاسم، ورؤى الصبان.
- زمن الطيبين 2015، من تأليف خميس اسماعيل المطروشي، وإخراج بطال سليمان، وبمشاركة غانم ناصر ، ومرعي الحليان.
- عام الجمر ، 2015. من تأليف يوسف إبراهيم، وإخراج عمر إبراهيم، وبمشاركة ياسين عدس ، وفاطمة عبدالرحيم.
- عناقيد النور . 2015، من تأليف محمد عبدالله الحمادي وإخراج عبدالباري أبوالخير، وبمشاركة سيف الغانم، وبلال عبدالله.
- قبل الأوان.2014، من تأليف عيسى الحمر، وإخراج عارف الطويل، وبمشاركة رؤى الصبان، وحبيب غلوم وفاطمة الحوسني.دور "أم سيف"
- وديمة وحليمة (ج2)، 2014. من تأليف جاسم الخراز، وإخراج عمر إبراهيم، وبمشاركة سعاد على ومرعي العليان.
- الحرير والنار. 2013، من تأليف محمد عبدالله الحمادي، وإخراج عبدالباري أبوالخير، وبمشاركة صفاء سلطان وياسر المصري.
- وديمة وخليمة . 2013، من تأليف جاسم الخراز، وإخراج عمر إبراهيم، وبمشاركة سعاد على ومرعي الحليان، دور "حليمة".
- يا مالكا القلب.2013، من تاليف وائل نجم ، وغخراج عارف الطويل، وبمشاركة شذى حسون ، وأحمد الجسمي.

- يا من هواه. 2013، من تأليف عيسى الخمر، وإخراج احمد بعقوب المقلة، وبمشاركة شهد الياسين، وعبدالله عبدالعزيز.
- اليحموم.2012، من تأليف عيسى الحمر ، وإخراج مصطفى رشيد، وبمشاركة أحمد الجسمي ومرعي العليان. دور "عائشة"
- خوات دنيا. 2012، من تاليف محمد عبالله الحمادي، وإخراج غافل فاضل، وبمشاركة سعاد عبدالله، وعبير عيسى. دور "سلوى".
- عجيب غريب(ج2). 2010، من تاليف جمال سالم وإخراج عبداللطيف القرقاوي، وبمشاركة أحمد الجسمي ، ورزيقة الطارش.
- عجيب غريب.2009، من تأليف جمال سالم وإخراج عارف الطويل، وبمشاركة أحمد الجسمي، وصوغة.
- حاير طاير(ج3) 2001، من تأليف جمال سالم وإخراج على حسين البلوشي، وبمشاركة جابر نغموش وأحمد الجسمي.
- حاير طاير (ج2) 2000، من تأليف جمال سالم، وإخراج مصطفى رشيد، وبمشاركة جابر نغموش وأحمد الأنصاري.
- حاير طاير.1999، من تاليف جمال سالم وإخراج عارف الطويل، وبمشاركة جابر نغموش وإبراهيم سالم.
- القياضة

### من الأفلام
- ضاعن وفلونة. 2017، من تاليف وإخراج راكان، وبمشاركة أحمد صالح وعبدالله مشرف.
- ضحى في تايلند، 2017، من تأليف وإخراج راكان. وبمشاركة سعود الدرمكي، وسعيد السعدي.
- ضحى في أبوظبي. 2016، من تاليف وإخراج راكان، وبمشاركة أحمد صالح، وحسن حسني. دور "والدة مزيونة".

### من المسرحيات
- مسرحية "لا تقصص رؤياك" 2015، من تاليف اسماعيل عبدالله، وإخراج محمد العامري، وبمشاركة مروان عبدالله ، وإبراهيم سالم.
- غريب زنقة زنقة. 2011، من تأليف جمال سالم، وإخراج أحمد الجسمي، وبمشاركة موسى البقيشي، أمل محمد.
- مسرحية تيمون وبومبا
- مسرحيه ما كان لأحمد بنت سليمان
- مسرحية كل الناس يدرون
- مسرحية مجاريح
- مسرحية طقوس الأبيض

## روابط خارجية
- ملاك الخالدي على موقع قاعدة بيانات الأفلام العربية